# Alfredo V. Bonfil, Palenque
Alfredo V. Bonfil är en ort i Mexiko.   Den ligger i kommunen Palenque och delstaten Chiapas, i den sydöstra delen av landet, 800 km öster om huvudstaden Mexico City. Alfredo V. Bonfil ligger 86 meter över havet och antalet invånare är 261.
Terrängen runt Alfredo V. Bonfil är kuperad åt nordväst, men åt sydost är den platt. Alfredo V. Bonfil ligger nere i en dal. Runt Alfredo V. Bonfil är det glesbefolkat, med 16 invånare per kvadratkilometer. Närmaste större samhälle är Lázaro Cárdenas, 16,4 km nordväst om Alfredo V. Bonfil. I omgivningarna runt Alfredo V. Bonfil växer i huvudsak städsegrön lövskog.